# Grob Ridge
Grob Ridge är en bergstopp i Antarktis. Den ligger i Västantarktis. Argentina och Storbritannien gör anspråk på området. Toppen på Grob Ridge är 1 356 meter över havet.
Terrängen runt Grob Ridge är platt åt sydväst, men åt nordost är den kuperad.  Trakten är obefolkad. Det finns inga samhällen i närheten. 